# Morti nel 420
| Questa pagina contiene informazioni ricavate automaticamente dalle voci biografiche con l'ausilio del template Bio e di un bot. L'aggiornamento è periodico e automatico e ricostruisce completamente la pagina. Se manca una persona in questa lista, sei pregato di non aggiungerla, ma accertati piuttosto che la sua voce biografica contenga il template Bio e che i dati anagrafici siano correttamente compilati. Se il template Bio manca, inseriscilo tu stesso o, in alternativa, metti l'avviso {{tmp\|Bio}} che ne segnala la mancanza. Se i dati riportati sono sbagliati, correggi direttamente la voce biografica; le modifiche saranno visibili in questa lista entro pochi giorni. Per chiarimenti vedi il progetto biografie. La lista contiene solo le 11 persone che sono citate nell'enciclopedia e per le quali è stato implementato correttamente il template Bio. Pagina aggiornata al 2 giu 2025. |

- 26 febbraio - Porfirio di Gaza, vescovo greco antico
- 30 settembre - San Girolamo, biblista, traduttore e teologo romano (n. 347)
- 11 dicembre - Savino di Piacenza, vescovo e santo italiano (n. 330)
- Nemesio, filosofo greco antico (n. 350)
- Pelagio, monaco cristiano, teologo e oratore romano (n. 360)
- Probino di Como, vescovo romano
- Ravina I, rabbino babilonese
- Sapore IV, sovrano persiano
- Severino di Bordeaux, vescovo francese
- Yab-Alaha I, arcivescovo siro
- Yazdgard I, sovrano